# صيدناني بانامنتي
صيدناني بانامنتي (الاسم العلمي: Tamias panamintinus) (بالإنجليزية: Panamint Chipmunk)‏ هو نوع من الحيوانات يتبع جنس الصيدناني من الفصيلة السنجابية.